# 23199 Bezdek
23199 Bezdek là một tiểu hành tinh vành đai chính với chu kỳ quỹ đạo là 1936.3988715 ngày (5.30 năm).
Tiểu hành tinh được phát hiện bởi dự án Nghiên cứu tiểu hành tinh gần Trái Đất Lincoln in Socorro, New Mexico ngày 3 tháng 9 năm 2000. Nó được đặt theo tên Daniel Karoly Bezdek.